# Signalement van een monster
Signalement van een monster is een hoorspel van Borislav Pekić. Buđenje vampira ili Kako upokojiti vampira werd op 31 mei 1977 door de Westdeutscher Rundfunk uitgezonden onder de titel Wie erledigt man einen Vampir? Paul Beers vertaalde het en de NCRV zond het uit op maandag 15 januari 1979, van 22:11 uur tot 23:00 uur. De regisseur was Johan Wolder.

## Rolbezetting
- Wim Kouwenhoven (Andrija Pavlović)
- Rob Geraerds (Jovan Hadzi-Pavlović)
- Willy Brill (Martha Nesković)
- Gees Linnebank (Jovan, alias Johnny Pavlin)
- Sacha Bulthuis (Váleria, Valja Salomon)
- Marja Lieuwen (Maria, dienstmeisje)
- Çanci Geraedts (Olga Marković)
- Jan Borkus (Dr. Arnovljević, een huisarts)

## Inhoud
Andrija Pavlović, een gewaardeerd rechter in een socialistische staat, heeft na een auto-ongeluk zijn geheugen verloren. Het laatste wat hij zich kan herinneren is de dag waarop hij 20 jaar geleden aan de spits van een partizaneneenheid de veroverde hoofdstad binnenreed. De ontwikkeling die daarna op gang kwam en in de loop waarvan zich de revolutionaire macht institutionaliseerde, is volledig in vergetelheid geraakt. Andrija wordt na een vergeefse medische behandeling naar huis gestuurd. Zijn familie moet nu de therapie overnemen, hem dagelijks zijn gewoonten voorhouden om hem daarmee te helpen zijn identiteit terug te vinden. De therapie lijkt echter al snel op een indoctrinatie: niet alleen zijn vroegere leven wordt onophoudelijk ontrold, ook wordt gepoogd hem de gangbare ideologie en de hedendaagse geschiedenis in te pompen, met methoden die aan drill en hersenspoeling doen denken. Doch Andrija Pavlović, die door zijn geheugenverlies weer een soort politieke en morele zuiverheid heeft bereikt, kan veel anomalieën en uitwassen van de nieuwe klasse, waartoe hij tot voor kort zelf behoorde, niet meer begrijpen…